# إنسينو مان
إنسينو مان هو فيلم كوميدي تم إنتاجه في الولايات المتحدة وصدر في سنة 1992. من بطولة شون أستين وبرندان فريزر.

## الميزانية والإيرادات
بلغت تكلفة إنتاج الفيلم حوالي 7 ملايين دولار بينما حقق أرباحا تقدر بـ 40693477 دولار.

### الطاقم
- ميغان وارد

## وصلات خارجية
- إنسينو مان على موقع IMDb (الإنجليزية)
- إنسينو مان على موقع روتن توميتوز (الإنجليزية)
- إنسينو مان على موقع نتفليكس (الإنجليزية)
- إنسينو مان على موقع قاعدة بيانات الأفلام العربية
- إنسينو مان على موقع ألو سيني (الفرنسية)
- إنسينو مان على موقع Turner Classic Movies (الإنجليزية)
- إنسينو مان على موقع أول موفي (الإنجليزية)
- إنسينو مان على موقع بوكس أوفيس موجو (الإنجليزية)
- إنسينو مان على موقع فيلمافينيتي (الإسبانية)
- إنسينو مان على موقع قاعدة بيانات الأفلام السويدية (السويدية)